# ابلیگس
ابلیگس (به فرانسوی: Ableiges) یک کمون در فرانسه است که در Canton of Vigny واقع شده‌است.

## خصوصیات
ابلیگس ۸٫۰۳ کیلومترمربع مساحت و ۹۴۵ نفر جمعیت دارد.